# Расскажи мне в воскресенье
Расскажи мне в воскресенье (англ. Tell Me on a Sunday ) — мюзикл Эндрю Ллойда Уэббера и Дона Блэка. Одноактное произведение — история об обычной английской девушке, которая путешествует по Соединённым Штатам в поисках настоящей любви. Её романтические приключения начинаются в Нью-Йорке, продолжаются в Голливуде и снова на Манхэттене.

## История создания
Идея о создании мюзикла принадлежит Тиму Райсу, планировавшему создать телевизионное шоу вместе с соавтором Эндрю Ллойдом Уэббером. Вскоре после начала работы стало ясно, что Райс пишет специально для певицы Элейн Пейдж, с которой у него — женатого человека, отца двух детей — был роман. Ллойд Уэббер был возмущён поведением Тима, он понимал, что если позволит Элейн Пейдж играть в мюзикле, то это будет выглядеть с его стороны одобрением её отношений с Райсом. Композитор стал искать нового соавтора. Он пригласил для работы Дона Блэка, успешного кинематографического лирика, но новичка в музыкальном театре. На выбор Ллойда Уэббера повлиял мюзикл Блэка «Bar Mitzvah Boy», очень понравившийся композитору.
По идее Райса героиня должна жить в Великобритании. Блэк же предложил, чтобы она отправилась в США. Он быстро написал слова для уже готовых мелодий Уэббера. Мюзикл был представлен на Сидмонтонском фестивале в сентябре 1979 года. Роль главной героини исполнила Марти Уэбб, ранее игравшая Эву Перон в мюзикле «Эвита».
Премьера прошла с успехом, в ноябре 1979 года был записан и выпущен альбом. Успех побудил Ллойда Уэббера вернуться к идее Райса о телевизионном шоу, и в январе 1980 года в эфир на канале BBC вышла передача. Она прошла с большим успехом и получила высокие рейтинги, её повторили в следующем месяце. После передачи, альбом достиг второго места в британских чартах, а сингл «Take That Look Off Your Face» — третьего места.

## Сюжет
«Девушка»-англичанка приезжает в Нью-Йорк. Она дала себе клятву, что не будет карьеристкой и уж тем более не будет использовать мужчин в своих целях. Узнав, что её кавалер изменяет ей, бросает его и чуть позже встречает голливудского продюсера Шелдона Блума, который взял её в Лос-Анджелес. Из-за карьеры у Шелдона совсем нет времени на личную жизнь, и после успеха продюсируемого фильма он захотел, чтобы «девушка» стала его, так сказать, «главным трофеем». Возмущённая, она возвращается на Манхэттен.
В Гринвич-Виллидж она знакомится с новым парнем, но вскоре вновь разочаровывается в нём, узнав, что он часто изменял ей когда, якобы, уезжал по делам. Бросив и его, «девушка» находит новую любовь — «женатого мужчину». Её карьера начинает успешно продвигаться, она довольна своей личной жизнью, но мужчина оказался настроен на серьёзные отношения. Он объявил своей супруге, что разводится с ней и собирается жениться на «девушке», которая, конечно, испугалась. Ведь она не только не любила его, но и нарушила данную себе клятву не использовать мужчин. «Девушка» расстаётся с женатым мужчиной и обещает себе, что одумается и снова станет такой, какой была когда только-только приехала в Штаты, то есть идеалисткой и глубоко нравственным человеком.

## Имя «Девушки»
В альбоме и в последующих лондонских постановках главная героиня не имела имени, как и мужчины, с которыми она встречалась, исключение составлял только продюсер Шелдон Блум (Тайлер Кинг — в версии 2003 года). Когда произведение включили вместе с «Variations» в состав другого мюзикла «Песня и танец», девушка, наконец, получила имя — Эмма, в бродвейской постановке 1985 года, где главную роль исполнила Бернадетт Питерс. Это было результатом переделки сюжета, слов и «американизации» Доном Блэком и Ричардом Молтби-младшим.

## Постановки
В 1982 году было решено объединить мюзикл с «Variations» Ллойда Уэббера.
«Расскажи мне в воскресенье» стал первым актом мюзикла «Песня и танец», поставленным на Вест-Энде с Марти Уэбб в главной роли. После её ухода, роль играли такие актрисы, как Джемма Крэйвен, Лиз Робертсон и Сара Брайтман.
Три года спустя, поэт Ричард Молтби-младший создал американизированную версию для Бродвея с Бернадетт Питерс в роли Эммы. Премьера прошла 18 сентября 1985 года и получила различные отзывы. В «Нью-Йорк Пост» Клайв Барнс писал, что это «самая лучшая вещь, которую Эндрю Ллойд Уэббер написал для театра». Но известный журналист Фрэнк Рич из «Нью-Йорк Таймс» остался недоволен, отметив: «Пустой материал остается пустым, независимо от того, насколько талантливы те, кто играет. Эмма полностью искусственна, и это до такой степени обидно, что ни один исполнитель не может искупить этого».
Питерс получила премию «Тони» в номинации «Лучшее исполнение актрисой главной роли в мюзикле», но шоу не смогло победить в номинациях «Лучший мюзикл» или «Лучший оригинальный саундтрек». Блэк, впечатленный тем, что Питерс настаивала на предоставлении ей большей информации о характере её героини, решил использовать лондонскую и Уэбберовскую постановку.
Одноактное произведение «Расскажи мне в воскресенье» было обновлено и переписано с добавлением пяти новых песен и дополнительного материала. В Лондоне мюзикл прошёл в театре Гилгуд в 2003 году. Критик BBC заметил: «Возможно, это самое маленькое шоу Эндрю Ллойда Уэббера из когда-либо написанных, но (нельзя не упомянуть лирику Дона Блэка) оно содержит в себе несколько лучших его песен». Режиссёром постановки был Кристофер Ласкомб, главную роль исполнила Дениз Ван Аутен, которая ушла через 10 месяцев. Марти Уэбб удалось сменить Ван Аутен в Вест-Энде, а затем отправиться с шоу в тур по Великобритании. В других представлениях главную роль исполняли такие актрисы, как Фэй Тозер и Пэтси Палмер.
В 2008 компанией Alloy Theater Company была поставлена оригинальная одноактная версия с ирландской актрисой Максин Лайнхен в роли «девушки» в театре Лори Бичмен в Нью-Йорке. В этом же году в театре Кукаберра была представлена австралийская премьера с Джолин Андерсон в главной роли, Нони Хазлхерст играла голос «мамы», а Джон Уотерс — «женатого мужчины». Несмотря на противоречивые отзывы, запись выступления хорошо распродавалась в Сиднее и Мельбурне.
С 30 августа 2010 года по Великобритании проходит тур мюзикла в одноактном варианте, Клэр Суини в роли "девушки", режиссёр - Тамара Харви. Номера и порядок их исполнения значительно отличаются от предыдущих постановок.

## Интересные факты
- «Девушка» — единственный человек, который появляется на сцене в течение всего действия.

## Альбом 1980
- Take That Look Off Your Face
- Let Me Finish
- It’s Not the End of the World (If I Lose Him)
- Letter Home To England
- Sheldon Bloom
- Capped Teeth and Caesar Salad
- You Made Me Think You Were in Love
- It’s Not the End of the World (If He’s Younger)
- Second Letter Home
- Come Back with the Same Look in Your Eyes
- Let’s Talk About You
- Take That Look Off Your Face (Реприза)
- Tell Me on a Sunday
- It’s Not the End of the World (If He’s Married)
- I’m Very You, You’re Very Me
- Nothing Like You’ve Ever Known
- Let Me Finish (Реприза)

## Лондонская постановка 1982
- Let Me Finish
- It’s Not the End of the World
- Letter Home to England
- Sheldon Bloom
- Capped Teeth and Caesar Salad
- You Made Me Think You Were in Love
- Capped Teeth and Caesar Salad (Reprise)
- It’s Not the End of the World (If He’s Younger)
- Second Letter Home
- The Last Man in My Life
- Come Back With the Same Look in Your Eyes
- Take That Look Off Your Face
- Tell Me on a Sunday
- I Love New York
- Married Man
- I’m Very You, You’re Very Me
- Let’s Talk About You
- Let Me Finish (Реприза)
- Nothing Like You’ve Ever Known
- Let Me Finish (Реприза)

## Альбом 2003
- Take That Look Off Your Face
- Let Me Finish
- It’s Not the End of the World
- Goodbye Mum, Goodbye Girls
- Haven in the Sky
- First Letter Home
- Speed Dating
- Second Letter Home
- Tyler King
- Capped Teeth and Caesar Salad
- You Made Me Think You Were in Love
- Capped Teeth and Caesar Salad (Реприза)
- It’s Not the End of the World (If He’s Younger)
- Third Letter Home
- Unexpected Song
- Come Back With the Same Look in Your Eyes
- Let’s Talk About You
- Take That Look Off Your Face (Реприза)
- Tell Me on a Sunday
- Who Needs Men
- It’s Not the End of the World
- Fourth Letter Home
- Ready Made Life/I’m Very You
- Let Me Finish
- Nothing Like You’ve Ever Known
- Fifth Letter Home
- Somewhere, Someplace, Sometime

## 2010 Тур по Великобритании
- Let Me Finish
- It’s Not the End of the World (If It’s Over)
- Writing Home (For the First Time)
- Sheldon Bloom
- Capped Teeth and Caesar Salad
- You Made Me Think You Were in Love
- Capped Teeth and Caesar Salad (реприза)
- It’s Not the End of the World (If He’s Younger)
- Writing Home (For the Second Time)
- Unexpected Song
- The Last Man in My Life
- Come Back With the Same Look in Your Ees
- Take That Look off Your Face
- Tell Me on a Sunday
- It’s Not the End of the World (If He’s Married)
- Married Man
- Writing Home (For the Third Time)
- I’m Very You, You’re Very Me
- Ready Made Life
- Let Me Finish (реприза)
- Nothing Like You’ve Ever Known
- Writing Home (For the Fourth Time)
- Take That Look off Your Face (Reprise)
- Dreams Never Run on Time (Finale)